# فيك بلاك
فيك بلاك (بالإنجليزية: Vic Black)‏ هو لاعب كرة قاعدة ومغني أمريكي، ولد في 23 مايو 1988 في أماريلو في الولايات المتحدة.

## وصلات خارجية
- فيك بلاك على موقع دوري كرة القاعدة الرئيسي (الإنجليزية)
- فيك بلاك على موقعبيزبول رفرنس.كوم (الدوري الرئيسي) (الإنجليزية)
- فيك بلاك على موقعبيزبول رفرنس.كوم (الدوري الثانوي) (الإنجليزية)
- فيك بلاك على موقع إي إس بي إن.كوم (أم.أل.بي) (الإنجليزية)
- فيك بلاك على موقع مشجعي الرسوم البيانية (الإنجليزية)